# Замок Тельч
 Национальный памятник культуры Чешской Республики (регистрационный номер 218 NP от  1995 года)
Замок Тельч (чеш. Zámek Telč) — ренессансный замок в чешском городе Тельче, район Йиглава край Высочина, основанный в 3-й четверти XIV века паном Йиндржихом III из Градца и существенно перестроенный во 2-й половине XVI века. Замок входит в состав объекта всемирного наследия ЮНЕСКО в Чехии «Исторический центр города Тельч» (с 1992 года), а также является национальным памятником культуры Чешской Республики (с 1995 года). Самый посещаемый туристами памятник культуры края Высочина.

## История замка
В начале XIV века замок Тельч принадлежал королю Яну Люксембургу. В 1339 году король передал замок пану Ольдржиху III из Градца, потомки которого владели замком до 1604 года.
В 1604 году последняя представительница и наследница рода панов из Градца Луция Отилия вышла замуж за Вилема Славату из Хлума и Кошумберка (при пражской дефенестрации в 1618 году он был выброшен из окна Пражского града). В 1691 году здесь обосновываются Лихтенштейны из Кастелькорна, так как внучка Вилема Славаты вышла замуж за графа Лихтейнштейна-Кастелькорн. После смерти последнего представителя этого рода в 1761 году один из родственников Алоис Подстатский объединил гербы обоих родов. Лихтейнштейн-Подстатские владели замком вплоть до 1945 года, когда они были высланы в Австрию.
Замок является самой популярной у туристов достопримечательностью края Высочина (в 2014 году его посетили 99 669 человек).